# Nikkeline
Nikkeline is een legering die bestaat uit ongeveer 55% koper, 25% nikkel en 20% zink. 

## Eigenschappen
De eigenschappen van nikkeline zijn:
- uiterlijk: zilverwitte kleur
- soortelijke weerstand bij 20 °C: 0,34 Ωmm²/m
- maximale gebruikstemperatuur: 300 °C
- oxideert niet bij verwarming.

## Gebruik
Omwille van zijn corrosiebestendigheid wordt nikkeline veelal gebruikt voor aanloop- en regelweerstanden die opgesteld staan in een omgeving waar agressieve dampen of hoge vochtigheid kunnen voorkomen.